# Руда Волоська
Руда Волоська (пол. Ruda Wołoska; укр. Руда Волоська) — село українського Закерзоння (в історичному Надсянні), що перебуває тепер у Польщі, розташоване в Люблінському воєводстві Томашівського повіту, ґміни Томашів.
Одразу по 2-й світовій війні польський уряд заповзявся позбутися українського населення краю, внаслідок етнічних чисток Надсяння та операції Вісла майже всі українці були вбиті поляками або ж репатрійовані за межі села, вже з роками незначна частина селян повернулася, а інші залишилися розсіяними по світу.

## Історія
1578 року вперше згадується православна церква в селі.
Після анексії Галичини Польщею була почата колоніальна політика латинізації і полонізації українських земель. Проте навіть у ХХ столітті в селі ще проживали греко-католики, які належали до місцевої парафії.
Після Другої світової війни село опинилось на теренах Польської Народної Республіки. Остаточним актом винищення української людності на теренах Холмщини та Засяння стали каральні експедиції польських загонів по решткам українських поселень з метою остаточного придушення українства. Так, з кінця 1946 року, загони Польської народної армії здійснювали акції пацифікації та руйнування українських поселень Холмщини, зокрема й в селі Руда Волоська.